# شيردوغ
شيردوغ  هو موقع ويب أمريكي يقدم عروضا قتالية لفنون الدفاع عن النفس المختلطة ("إم إم أ")، ويحتوي الموقع على قاعدة بيانات وإنجازات ومنافسات كبيرة للعديد للمقاتلين المشهورين.
وقد تأسس الموقع عام 1997 من طرف المصور جيف شيروود، الملقب ب"شيردوغ"، ليصبح قاعدة بيانات مرجعية حيث يعرض أخبار حول فنون الدفاع عن النفس المختلطة المعروف ٱختصاراً ب("إم إم أ")، وترتيب المقاتلين، ومقالات عن الأحداث الماضية والقادمة، ومقابلات مع العاملين، إضافة إلى منتدى وبرامج إذاعية.

## وصلات خارجية
- الموقع الرسمي